# The King and I (album)
Albums par Faith Evans
Incomparable
(2014)
Albums par The Notorious B.I.G.
Notorious BIG - OST
(2009)
The King and I est un album studio commun de Faith Evans et The Notorious B.I.G., sorti en 2017 sur le label Rhino Entertainment. Cet album sort 20 ans après la mort du rappeur ; Faith Evans étant à l'époque sa compagne. L'album contient notamment des apparitions de Snoop Dogg, de la mère du B.I.G. (Mama Wallace), de Jamal Woolard (acteur qui l'a incarné au cinéma).

## Historique
Faith Evans, veuve de The Notorious B.I.G., a l'idée de cet album en repensant à la reprise de Unforgettable par Natalie Cole (avec la voix de son père Nat King Cole, décédé 26 ans plus tôt) : « Je me disais que ça pourrait être bien de monter un projet de la sorte un jour. Heureusement, Bad Boy Records avait conservé plusieurs démos de Biggie, donc il y avait matière à poursuivre son œuvre. C’est aussi pour ça que des membres de Junior M.A.F.I.A. et Lil' Kim sont présents sur ce disque ». Elle explique par ailleurs avoir voulu respecter l'œuvre de son défunt mari :

« On a fait en sorte de respecter au mieux le talent de Christopher. [...] On a essayé de rassembler ses proches, Lil’ Cease et Lil’ Kim, donc, mais aussi DJ Premier, Just Blaze, Styles P. ou encore Voletta Wallace, sa mère. Tous ont essayé de mettre en avant ses textes, rarement entendus ou inédits, et tous étaient dans le même esprit que moi : à savoir témoigner de l’amour que nous lui portons encore aujourd’hui. »

— Faith Evans

## Singles
NYC, avec Jadakiss, est présenté en janvier 2017, passe en radio en mars et voit son clip publié en août. Le second single, When We Party (featuring Snoop Dogg) est lui aussi présenté en janvier 2017, mais ne sort qu'en octobre 2017. Un remix par Matoma sort en mai.
Legacy, le 3e single, sort en novembre 2017, suivi par Ten Wife Commandments en janvier 2018.

## Liste des titres
| 1.    | A Billion                                                   | - Faith Evans - Stevie J.                  | 0:59 |
| 2.    | Legacy                                                      | - Evans - Stevie J.                        | 4:11 |
| 3.    | Beautiful (interlude)                                       | Chucky Thompson                            | 0:30 |
| 4.    | Can't Get Enough                                            | - Evans - James Poyser - Salaam Remi       | 3:53 |
| 5.    | Don't Test Me                                               | - Evans - Remi                             | 3:48 |
| 6.    | Big/Faye (interlude) (featuring Jamal Woolard)              | J. Dub                                     | 1:28 |
| 7.    | Tryna Get By                                                | - Evans - J. Drew Sheard II                | 3:46 |
| 8.    | The Reason                                                  | Just Blaze                                 | 3:38 |
| 9.    | I Don't Want It (featuring Lil Cease)                       | - Beatnick Dee - Evans - Fredwreck         | 3:29 |
| 10.   | I Got Married (interlude) (featuring Mama Wallace)          | - Evans - Stevie J                         | 2:26 |
| 11.   | Ten Wife Commandments                                       | - Evans - Sheard II                        | 3:47 |
| 12.   | We Just Clicked (interlude) (featuring Mama Wallace)        | - Evans - Stevie J                         | 1:05 |
| 13.   | A Little Romance                                            | - Battlecat - Preach Bal4 - Evans          | 3:04 |
| 14.   | The Baddest (interlude)                                     | - Evans - Stevie J                         | 0:43 |
| 15.   | Fool for You                                                | - Chucky Thompson - Evans                  | 4:22 |
| 16.   | Crazy (interlude) (featuring 112 & Mama Wallace)            | - Chucky Thompson - Evans                  | 1:13 |
| 17.   | Got Me Twisted                                              | - Evans - J. Dub - Sean "Puff Daddy" Combs | 2:54 |
| 18.   | When We Party (featuring Snoop Dogg)                        | - Evans - Sheard II                        | 3:27 |
| 19.   | Somebody Knows (featuring Busta Rhymes)                     | - Evans - Poyser - Remi                    | 5:15 |
| 20.   | Take Me There (featuring Sheek Louch & Styles P.)           | Just Blaze                                 | 4:01 |
| 21.   | One in the Same                                             | - Evans - Poyser - Remi                    | 3:25 |
| 22.   | I Wish (interlude) (featuring Kevin McCall & Chyna Tahjere) | - Evans - McCall                           | 1:27 |
| 23.   | Lovin' You for Life (featuring Lil' Kim)                    | - Evans - Lamar "MyGuyMars" Edwards        | 3:49 |
| 24.   | NYC (featuring Jadakiss)                                    | - DJ Premier - Evans                       | 3:29 |
| 25.   | It Was Worth It                                             | - Evans - Stevie J                         | 1:58 |
| 72:13 |                                                             |                                            |      |

| 26. | Body Language | - Evans - Sheard II | 3:20 |
| 27. | My B          | - Evans - Sheard II | 3:15 |

Notes
Sources d'origine des couplets de Biggie :
- Legacy : Would You Die For Me?
- Can't Get Enough : Bust A Nut
- Don't Test Me : Gettin' Money (The Get Money Remix)
- Tryna Get By : Sky's The Limit
- The Reason : Why You Tryin' To Play Me (Xtra Large Entertainment / Derrick Hodge et LeTroy Davis)
- I Don't Want It : démo inédite de We Don't Need It de Lil' Kim
- Ten Wife Commandments : Ten Crack Commandments
- A Little Romance : Fuck You Tonight
- Got Me Twisted : Things Done Changed
- When We Party : Going Back To Cali
- Somebody Knows : Who Shot Ya?
- Take Me There : démo inédite de Drugs de Lil' Kim
- One In The Same : Respect
- Lovin' You for Life : Miss U
- NYC : Mumblin' and Whisperin’

## Classements
| Pays et classement (2017)           | Meilleure position |
| ----------------------------------- | ------------------ |
| Australie (ARIA)                    | 85                 |
| Belgique (Flandre Ultratop)         | 132                |
| États-Unis (Billboard 200)          | 65                 |
| États-Unis (Top R&B/Hip-Hop Albums) | 31                 |